# Amphioplus caulleryi
Amphioplus caulleryi är en ormstjärneart som först beskrevs av Jean Baptiste François René Koehler 1897.  Amphioplus caulleryi ingår i släktet Amphioplus och familjen trådormstjärnor. Inga underarter finns listade i Catalogue of Life.